# Брайченко Олег Віталійович
Оле́г Віта́лійович Бра́йченко (нар. 26 квітня 1971 — 22 червня 2015) — молодший сержант Збройних сил України. Загинув під час російсько-української війни.

## З життєпису
Закінчив слобідську школу, працював у рідному селі.
На початку 2015-го мобілізований, молодший сержант, старший стрілець 20-го окремого мотопіхотного батальйону 93-ї окремої механізованої бригади.
22 червня 2015-го загинув під Мар'їнкою внаслідок обстрілу терористом-снайпером українських позицій.
24 червня 2015-го похований у селі Слобода Буринського району.

## Нагороди та вшанування
- 4 лютого 2016 року, — за мужність, самовідданість і високий професіоналізм, виявлені у захисті державного суверенітету та територіальної цілісності України, вірність військовій присязі, — нагороджений орденом «За мужність» III ступеня (посмертно)[1]